# New Com Telecomunicații
New Com Telecomunicații este o companie din România care operează servicii de televiziune, telefonie fixă și acces la internet sub brandul injoy..
A fost fondată de Mircea Lucacel-Ciceo și Dorin Ștefănescu
Compania NewCom Telecomunicații s-a dezvoltat prin achiziția și integrarea a peste 50 de rețele de cartier din aproape 40 de orașe mari. În iulie 2008, operatorul avea 100.000 de clienți pe serviciile de acces la internet, 27.000 de clienți pe cablu TV și 8.000 pe telefonia fixă.
În august 2009, New Com și-a vândut aproape jumătate din baza de abonați către RCS&RDS și Romtelecom, ambii preluând câte 30.000 de clienți.
În februarie 2010, compania NextGen (deținută de Romtelecom) a cumpărat compania New Com, care mai avea aproximativ 70.000 de clienți..
Tranzacția a fost evaluată la 14 milioane dolari.
Număr de angajați în 2008: 580